# Because of You (canção de Ne-Yo)
"Because of You" é uma canção de 2007 cantada pelo cantor e compositor norte-americano Ne-Yo. É o primeiro single de seu álbum que leva o mesmo nome, Because of You. O single começou a tocar nas rádios na semana do dia 4 de fevereiro de 2007.

## Dados gerais
Outras cinco versões da canção foram gravadas. O remix oficial da música conta com a participação do rapper e cantor Kanye West. A canção estreou na Billboard Hot 100 na 84ª posição em março; chegou ao top 10 em maio, quando subiu da 39ª posição à quinta em uma semana.  A canção se tornou a segunda mais bem sucedida do cantor nos Estados Unidos, depois do hit de 2006 So Sick. Semanas depois, alcançou a segunda posição na Billboard. Conseguiu também a posição número 4 no Reino Unido.
O vídeo da canção foi premiado no Access Granted em 14 de março de 2007 e tem mais de 15 milhões de visitas no YouTube.
A canção tem participação no filme de 2007 Are We Done Yet? e o jogo de video game Grand Theft Auto IV.
Do You (single de 2007) é uma continuação de Because of You.
O saxofonista Eric Darius gravou a faixa em seu álbum de 2008, Goin' All Out.

## Videoclipe
No início do vídeo, Ne-Yo começa dançando uma coreografia que combina passos de danças de Michael Jackson e Elvis Presley. A primeira cena é a de Ne-Yo chegando a um clube com sua namorada, interpretada por Camila Alves (real namorada de Matthew McConaughey).
No clube, ela o chama para dançar, aí, uma garota (interpretada por La'Shontae Heckerd) aparece com um look sedutor. Ele decide segui-la até o banheiro e lá os dois se beijam. Nas próximas cenas, Ne-Yo aparece no quarto com sua namorada. Ele dorme e ele recebe uma chamada da garota que encontrara no clube. Ele sai do quarto e depois, ela faz poses na piscina e ele tira fotos dela. Novamente, é mostrado os dois se beijando depois de ela deixa a piscina.
A próxima cena mostra Ne-Yo no quarto com sua namorada. Os dois se abraçam na cama, mas enquanto isso, imagens na outra garota vem em sua mente.
A mesma atriz que interpreta a "garota sedutora", Lashontae Heckard, também aparece no vídeo da música de Ne-Yo de 2007, Do You.

## Faixas
Hit 3 Pack - EP
1. "Because of You" - 4:26
2. "So Sick" - 3:27
3. "Leaving Tonight" (Featuring Jennifer Hudson) - 5:14

Remixes - EP
1. "Because of You" (Sunfreakz Radio Edit) - 3:29
2. "Because of You" (Josh Harris Radio Edit) - 3:54
3. "Because of You" (Kriya vs. Erik Velez Radio Mix) - 3:54
4. "Because of You" (Sunfreakz Remix) - 7:17
5. "Because of You" (Josh Harris Vocal Club Mix) - 7:56
6. "Because of You" (Kriya vs. Erik Velez Club Mix) - 5:52

Remix - EP
1. "Because of You" (Remix) [Featuring Kanye West] - 3:44

## Desempenho nas paradas
| Tops (2007)                                      | Melhor posição |
| ------------------------------------------------ | -------------- |
| Estados Unidos - Billboard Hot 100               | 2              |
| Estados Unidos - Billboard Hot Dance Club Play   | 11             |
| Estados Unidos - Billboard Hot R&B/Hip-Hop Songs | 7              |
| Estados Unidos - Billboard Pop 100               | 3              |
| Austrália - ARIA Top 100 Singles Chart           | 23             |
| Áustria - Austrian Singles Chart                 | 64             |
| Canadá - BDS Airplay                             | 49             |
| Chéquia - IFPI Chart                             | 27             |
| Países Baixos - Dutch Top 40                     | 12             |
| Irlanda - IRMA Top 50 Singles                    | 10             |
| Nova Zelândia - RIANZ Top 50 Singles             | 1              |
| Suécia - Top 60 Singles                          | 24             |
| Portugal - Top 50 Portugal                       | 18             |
| United World Chart                               | 9              |
| Reino Unido - UK Top 75 Singles                  | 4              |